# Legendy (antologia)
Legendy (tyt. oryg. Legends: Short Novels by the Masters of Modern Fantasy) – zbiór minipowieści pod redakcją Roberta Silverberga, rozgrywających się w realiach najbardziej znanych światów literatury fantasy. Niepublikowane wcześniej utwory zostały napisane specjalnie na potrzeby antologii. Wydany w USA w wydawnictwie Tor Books w 1998 r., polską edycję wydał Dom Wydawniczy Rebis rok później. Tom zdobył nagrodę Locusa dla najlepszej antologii w 1999 r.
W 2004 r. Robert Silverberg zredagował sequel, antologię Legendy II. Spośród autorów, czwórka – Robin Hobb, Diana Gabaldon, Elizabeth Haydon i Neil Gaiman – to autorzy młodsi stażem, już wliczeni do kanonu. Tom został wydany w USA w wydawnictwie Del Rey w 2004 r., polska edycja wydawnictwa Rebis ukazała się w tym samym roku.

## Zawartość I tomu
| Autor              | Tytuł (Tytuł oryg.)                                       | Cykl                        |
| ------------------ | --------------------------------------------------------- | --------------------------- |
| Stephen King       | Siostrzyczki z Elurii (The Little Sisters of Eluria)      | Mroczna Wieża               |
| Terry Pratchett    | Rybki małe ze wszystkich mórz (The Sea and Little Fishes) | Świat Dysku                 |
| Terry Goodkind     | Dług wdzięczności (Debt of Bones)                         | Miecz prawdy                |
| Orson Scott Card   | Szeroko uśmiechnięty mężczyzna (The Grinning Man)         | Opowieści o Alvinie Stwórcy |
| Robert Silverberg  | Siódma świątynia (The Seventh Shrine)                     | Majipoor                    |
| Ursula K. Le Guin  | Ważka (Dragonfly)                                         | Ziemiomorze                 |
| Tad Williams       | Człowiek z płomieni (The Burning Man)                     | Pamięć, Smutek i Cierń      |
| George R.R. Martin | Błędny rycerz (The Hedge Knight)                          | Pieśń lodu i ognia          |
| Anne McCaffrey     | Posłaniec (The Runner of Pern)                            | Jeźdźcy smoków z Pern       |
| Raymond E. Feist   | Sprawa Dirka (The Wood Boy)                               | Saga o wojnie światów       |
| Robert Jordan      | Nowa wiosna (The New Spring)                              | Koło Czasu                  |

## Zawartość II tomu
| Autor              | Tytuł (Tytuł oryg.)                                                               | Cykl                        |
| ------------------ | --------------------------------------------------------------------------------- | --------------------------- |
| Robin Hobb         | Powrót do domu (Homecoming)                                                       | Kraina Najstarszych         |
| George R.R. Martin | Wierny miecz (The Sworn Sword)                                                    | Pieśń lodu i ognia          |
| Orson Scott Card   | Królowa Yazoo (The Yazoo Queen)                                                   | Opowieści o Alvinie Stwórcy |
| Diana Gabaldon     | Lord John i sukub (Lord John and the Succubus)                                    | Obca                        |
| Robert Silverberg  | Księga zmian (The Book of Changes)                                                | Majipoor                    |
| Tad Williams       | Chłopiec, który znalazł szczęście po śmierci (The Happiest Dead Boy in the World) | Inny Świat                  |
| Anne McCaffrey     | Poza pomiędzy (Beyond Between)                                                    | Jeźdźcy smoków z Pern       |
| Raymond E. Feist   | Kurier (The Messenger)                                                            | Saga o wojnie światów       |
| Elizabeth Haydon   | Próg (Threshold)                                                                  | Symfonia wieków             |
| Neil Gaiman        | Władca górskiej doliny (Monarch of the Glen)                                      | Amerykańscy bogowie         |
| Terry Brooks       | Niepokonany (Indomitable)                                                         | Shannara                    |